# Worms W.M.D
Worms W.M.D ist ein Artillery-Spiel-Spiel von Team17. Das Spiel erschien am 26. August 2016. Es ist ein Spiel der Worms-Reihe.

## Spielprinzip
Worms ist ein rundenbasiertes Artilleriespiel. Jeder Spieler steuert ein Team aus mehreren Würmern. Im Laufe des Spiels wählen die Spieler abwechselnd einen ihrer Würmer aus. Außerdem bietet das Spiel ein abwechslungsreiches Waffenarsenal. Die Gameplay-Elemente aus den früheren Spielen, wie Klassen, Wasserphysik und dynamische Objekte, wurden entfernt. Eine neue Funktion beinhaltet die Möglichkeit, Waffen herzustellen, indem Teile aus speziellen Kisten gesammelt oder Waffen zerlegt werden. Neue Waffen und Hilfsmittel wurden hinzugefügt, wie z. B. ein Telefonakku und eine Panzerfaust. Außerdem beinhaltet das Spiel auch Gebäude, was dem Spieler taktischen Vorteil beschaffen kann.
Zum ersten Mal werden Fahrzeuge und stationäre Geschütztürme eingeführt. Die Würmer können in Fahrzeuge wie Panzer, Hubschrauber und Mechs eindringen, die von Anfang an verfügbar sind. Stationäre Geschütze wie Maschinengewehre, Mörser, Flammenwerfer und Scharfschützengewehre können innerhalb der Sichtlinie für größeren Schaden eingesetzt werden. Sowohl Fahrzeuge als auch Türme können Schaden erleiden und zerstört werden.

## Veröffentlichung
Worms W.M.D wurde am 26. August 2016 für die PlayStation 4, Xbox One, Microsoft Windows und macOS veröffentlicht. Die Switch-Version wurde am 23. November 2017 veröffentlicht.

## Rezeption
Worms W.M.D erhielt laut Metacritic positive Kritiken. GameSpot bewertete das Spiel mit 8 von 10 Punkten und sagte: „Das relativ einfache Gameplay strotzt vor Strategie, die Präsentation ist fantastisch, sowohl offline als online. Worms W.M.D macht einfach unglaublich viel Spaß.“ IGN lobte das neue Handwerkssystem, kritisierte jedoch das Gebäudeelement und sagte, es sei schwer zu erkennen, welche Gebäude betreten werden könnten und wo sich ihre Eingangspunkte befänden. Game Rant lobte das neue Gameplay und nannte es „das Spiel, auf das „Worms“-Fans seit „Worms Armageddon“ gewartet haben.“ DarkZero gab der Nintendo-Switch-Version des Spiels 8 von 10 Punkten und lobte die gute Auswahl an Offline-Missionen und den Trainings-Modus.